# Armand Louis Amélie Millet de Villeneuve
Pour les articles homonymes, voir Millet.
 (décembre 2019).
Si vous disposez d'ouvrages ou d'articles de référence ou si vous connaissez des sites web de qualité traitant du thème abordé ici, merci de compléter l'article en donnant les références utiles à sa vérifiabilité et en les liant à la section « Notes et références ».
Armand Louis Amélie Millet de Villeneuve, né à Paris le 31 décembre 1772 et mort à Versailles le 18 mai 1840, est un général français du Premier Empire.

## Guerres de la Révolution
Fils d'un avocat au Parlement, ancien lieutenant de police d'Ajaccio, il obtient en 1791 une sous-lieutenance dans le 16e régiment d'infanterie, et fait ses premières armes au bombardement de Lille. En 1793 il est dans l'état-major du général Miranda et sous les généraux Dampierre, Custine, Houchard et Jourdan ; il prend une part active au siège de Maastricht, au combat de Courtrai et à l'occupation de Menin. À l'ouverture de la campagne de 1795 il a une commission de capitaine-adjoint à l'adjudant-général Reynier, et concourt sous Pichegru à la conquête de la Hollande ; il assiste à la bataille de Tourcoing, aux sièges d'Ypres et de Nimègue, au passage du Waal sur la glace, et à la défaite de l'armée anglaise, qui ouvrit aux Français la province de Groningue.
Dans les campagnes de 1797 et 1798, en Souabe et en Bavière, sous Moreau, il assiste aux deux passages du Rhin, combat à Rastatt, à Neresheim et à Neubourg.
Désigné pour faire partie de la Campagne d'Égypte, le capitaine Millet est à la tête des troupes qui enlèvent l'île de Gozo, près de Malte, se trouve au combat de Chebreiss, et reçoit le grade de chef d'escadron sur le champ de bataille des Pyramides. Il combat les Turcs du camp d'El-Arisch et des remparts d'Acre, les révoltés du Caire et les Anglais sous Alexandrie.

## Consulat et Empire
Nommé premier aide-de-camp du général Reynier à son retour en France, et membre de l'Ordre national de la Légion d'honneur le 14 juin 1804, il sert dans le royaume de Naples et dans les États vénitiens sous les ordres de Gouvion-Saint-Cyr pendant la campagne de 1805. Il s'y fait remarquer par un brillant fait d'armes contre le corps du prince de Rohan. Envoyé en Calabre en 1806, il y est fait adjudant-commandant au commencement de 1807, pour sa conduite aux combats de Campo-Tenese et de Sainte-Euphémie. L'année suivante il se trouve au siège et à la prise de Reggio, où un coup de feu l'atteint dans l'aine droite, et en 1809 il marche contre l'armée anglaise débarquée à Ischia.
Passé en 1810 au service du roi Murat, qui le prend comme aide-de-camp, Millet de Villeneuve obtient le grade de maréchal de camp le 31 octobre 1810, après l'expédition de Sicile, et est fait lieutenant-général capitaine des gardes et commandant de l'infanterie le 28 février 1812.
En 1814 et 1815, il suit les mouvements de l'armée napolitaine en Italie, il combat contre les français d'Eugène de Beauharnais en 1814. Il est fait prisonnier par les Autrichiens en 1815. Il rentre de Hongrie et passe au service de la France comme maréchal de camp le 18 septembre 1816, obtient le grade de lieutenant-général honoraire le 16 février 1825, après avoir été compris dans la grande catégorie des retraites de l'année précédente.
Le général Millet de Villeneuve est placé en 1831, avec son grade effectif, dans le cadre de réserve, puis rentre dans la retraite en 1835, et se retire à Versailles.
Il est officier de la Légion d'honneur, grand dignitaire de l'ordre royal des Deux-Siciles et chevalier de Saint-Louis.